# 贝娅特·戴宁格尔
贝娅特·戴宁格尔（德語：Beate Deininger，1964年1月24日—），德国女子曲棍球运动员。她曾代表西德国家队参加1984年夏季奥林匹克运动会曲棍球比赛，获得一枚银牌。